# Zacharzyn
Zacharzyn (deutsch Zachasberg) ist ein Dorf mit 690 Einwohnern in der Landgemeinde Chodzież (Kolmar) im Powiat Chodzieski in Polen. 

## Geschichte

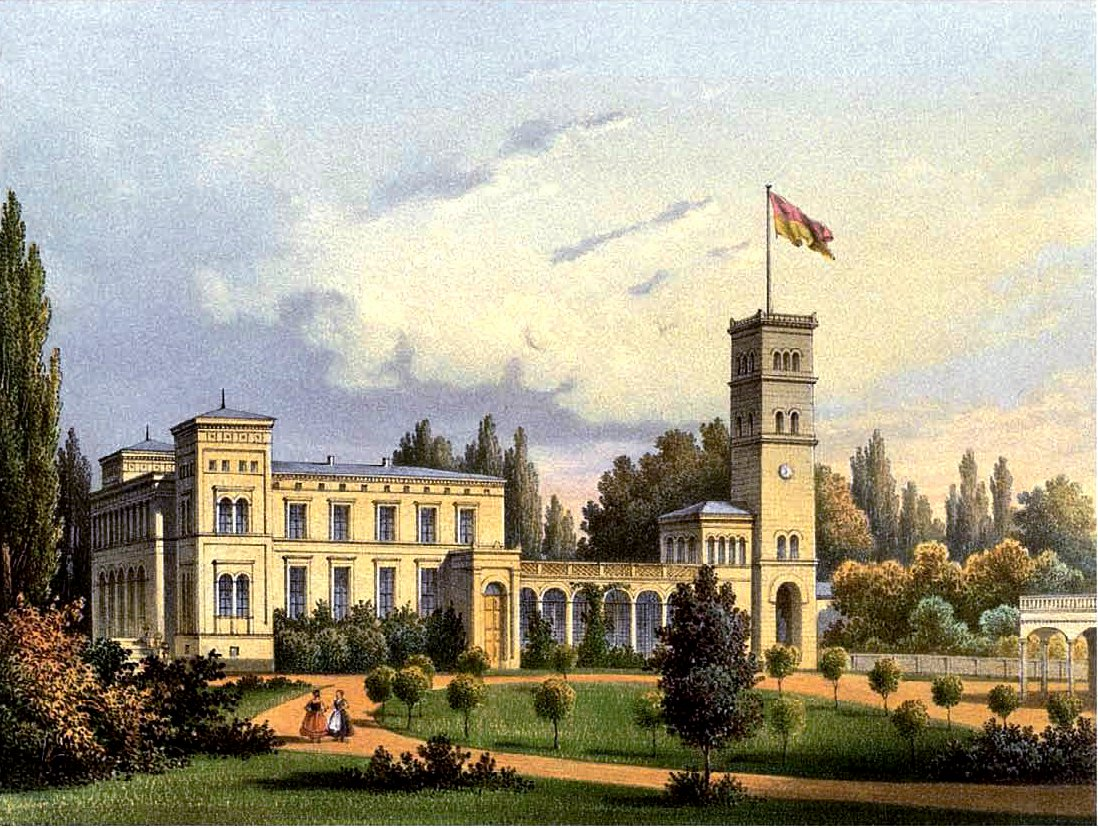
Gut Strelitz um 1860, Sammlung Alexander Duncker

Der Name Zachasberg geht auf den Gutsherrn von Zacha zurück. Um 1780 erwarb Christoph von Zacha die Herrschaft Strelitz und gründete 1793 das Dorf Zachasberg. Die ersten 15 Kolonisten stammten überwiegend aus Brandenburg und Schwaben. Im Jahr 1816 lebten bereits 512 Personen in Zachasberg und die Einwohnerzahl wuchs auf 841 im Jahr 1871. Die meisten Einwohner (ca. 90 %) waren evangelisch-unierter Konfession und Deutsche.
Charakteristisch ist die bis heute erhaltene Anlage der Höfe in Form eines Reihendorfes mit einer Länge von circa drei Kilometer. Durch Entwässerung der Netzewiesen entstanden ertragreiche Wiesen und Weiden, so dass außer Torfgewinnung auch Viehzucht betrieben wurde. Nach Eröffnung der Bahnstrecke Chodzież – Golandcz im Jahr 1908 erfolgte die Verladung der landwirtschaftlichen Güter auf dem nahegelegenen Bahnhof.
Aufgrund der Bestimmungen des Versailler Vertrags kam Zachasberg 1920 an den polnischen Staat.

## Sehenswürdigkeiten

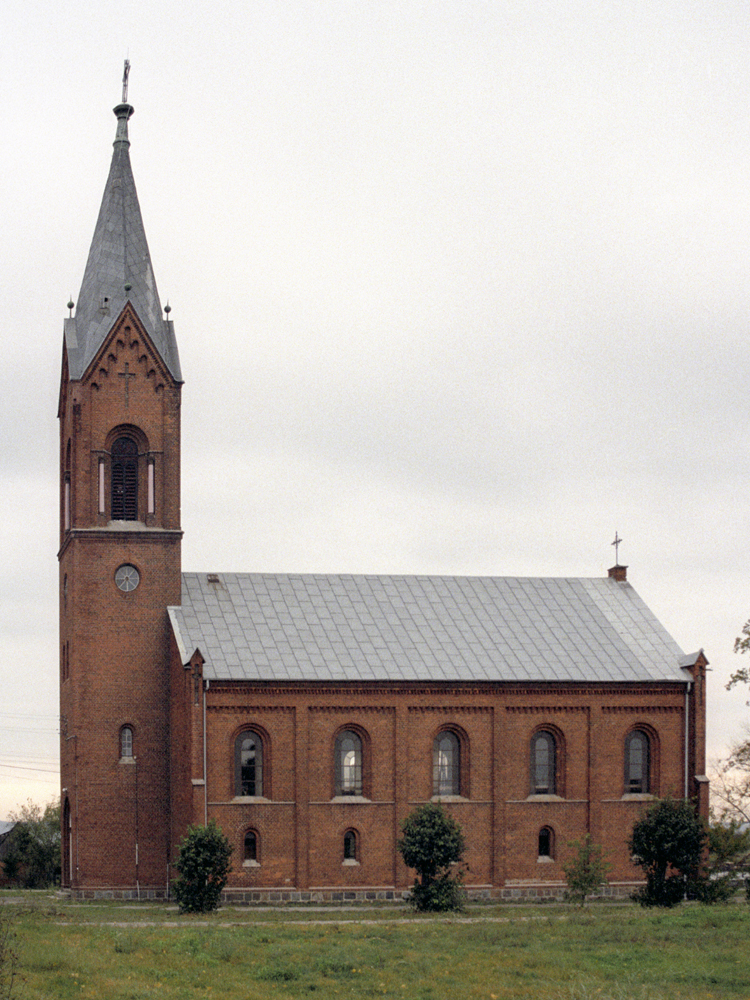
Die Dorfkirche im Jahr 2000

Zu den Sehenswürdigkeiten des Ortes gehört die ehemals evangelische Kirche, die 1877 die örtliche Kirchengemeinde der altpreußischen Kirchenprovinz Posen erbauen ließ. Nach 1918 gehörte die Kirchengemeinde zur Unierten Evangelischen Kirche in Polen, die ab 1945 durch Flucht und Vertreibung ihrer meist deutschsprachigen Mitglieder unterging. Im Jahr 1999 wurde die in Zacharzyn seit dem 19. Jahrhundert existierende Dorfschule in ein Gymnasium umgewandelt.